# 热河日记

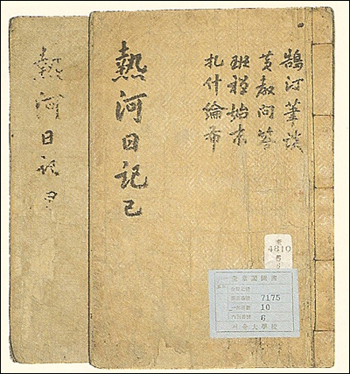
朴趾源名著《热河日记》

《热河日记》（열하일기）是朝鲜实学派文学家朴趾源所作的长篇纪行文学作品。1780年，朴趾源的堂兄朴明源被任命为赴中国清朝祝贺乾隆70大寿的“入燕使节团”正使。他作为随行人员一同前往，归国后将其在中国的所见所闻写成《热河日记》。 :1368:379
《热河日记》共26卷有25万字，内容涉及中国的政治、经济、宗教、文学、艺术、天文、地理、历史、医学、器用等方方面面。《热河日记》由两大部分组成：第一部分（1—7卷）以日记的形式记录了作者从1780年6月24日渡过鸭绿江开始到8月底到达热河，再回到北京的57天见闻。第二部分（8—26卷）主要采取以一件事或一个主题为中心展开的纪事本末体的记述方式。在这部分中有《班禅始末》、《杨梅诗话》、《玉匣夜话》、《铜栏涉笔》等名篇。:1368-1369:379